# Papurana novaeguineae
Espèce
Synonymes
- Rana novaeguineae Van Kampen, 1909
- Hylarana novaeguineae (Van Kampen, 1909)

Statut de conservation UICN

 LC  : Préoccupation mineure
Papurana novaeguineae est une espèce d'amphibiens de la famille des Ranidae.

## Répartition
Cette espèce est endémique du Sud de la Nouvelle-Guinée. Elle se rencontre du Purari en Papouasie-Nouvelle-Guinée au lac Danau Yamur en Indonésie,.

## Description
L'holotype mesure 42 mm.

## Étymologie
Cette espèce est nommée en référence au lieu de sa découverte, la Nouvelle-Guinée.

## Publication originale
- Van Kampen, 1909 : Die Amphibienfauna von Neu-Guinea, nach der Ausbeute der niederlänischen Süd-Neu-Guinea Expeditionen von 1904-1905 und 1907. Nova Guinea, vol. 9, p. 31-49 (texte intégral).